# Вестпорт (Вісконсин)
Вестпорт (англ. Westport) — місто (англ. town) в США, в окрузі Дейн штату Вісконсин. Населення — 4191 особа (2020).

## Демографія
Згідно з переписом 2010 року, у місті мешкало 3950 осіб у 1782 домогосподарствах у складі 1151 родини. Було 1929 помешкань
Расовий склад населення:
| - 95,5 % — білих - 1,8 % — азіатів - 0,9 % — чорних або афроамериканців - 0,2 % — корінних американців |

До двох чи більше рас належало 1,2 %. Частка іспаномовних становила 2,1 % від усіх жителів.
За віковим діапазоном населення розподілялося таким чином: 18,2 % — особи молодші 18 років, 57,9 % — особи у віці 18—64 років, 23,9 % — особи у віці 65 років та старші. Медіана віку мешканця становила 49,8 року. На 100 осіб жіночої статі у місті припадало 97,6 чоловіків;  на 100 жінок у віці від 18 років та старших — 94,2 чоловіків також старших 18 років.
Середній дохід на одне домашнє господарство  становив 129 881 долар США (медіана — 87 594), а середній дохід на одну сім'ю — 165 097 доларів (медіана — 114 107). Медіана доходів становила 73 447 доларів для чоловіків та 54 934 долари для жінок. За межею бідності перебувало 2,7 % осіб, у тому числі 0,4 % дітей у віці до 18 років та 2,2 % осіб у віці 65 років та старших.
Цивільне працевлаштоване населення становило 2253 особи. Основні галузі зайнятості: освіта, охорона здоров'я та соціальна допомога — 25,4 %, роздрібна торгівля — 13,6 %, фінанси, страхування та нерухомість — 12,8 %.